# Allocosa mafensis
Allocosa mafensis is een spinnensoort uit de familie van de wolfspinnen (Lycosidae).
De wetenschappelijke naam van de soort werd in 1927 als Lycosa mafensis gepubliceerd door Reginald Frederick Lawrence.